# Bastián Yáñez

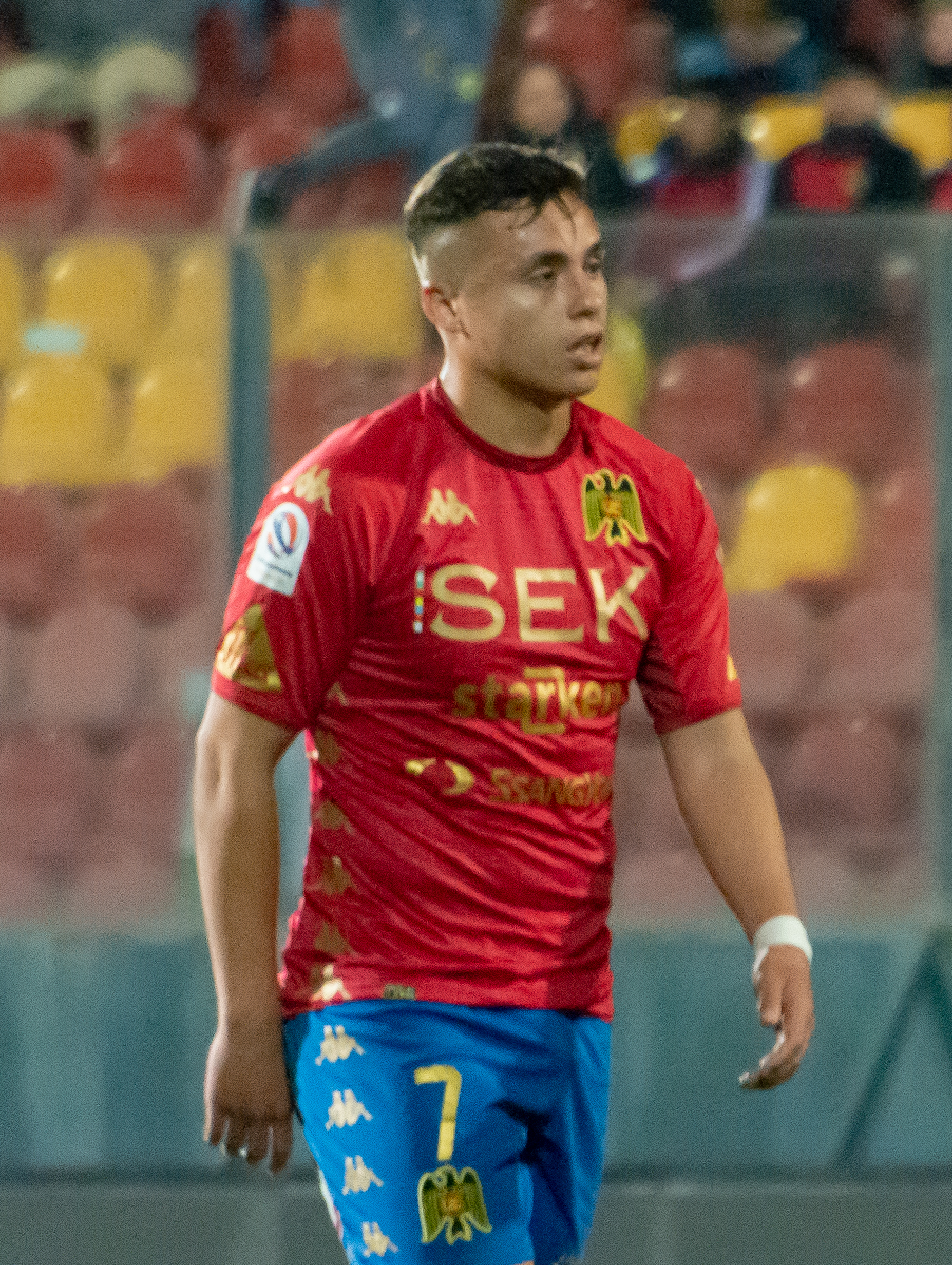
Bastián Yáñez (2023)

Bastián Jean Paul Yáñez Miranda (* 21. Juni 2001 in Santiago de Chile) ist ein chilenischer Fußballer. Der Stürmer steht aktuell beim argentinischen Verein CD Godoy Cruz unter Vertrag.

## Karriere

### Im Verein
Bastián Yáñez begann im Alter von acht Jahren bei Unión Española mit dem Fußballspielen. Dort durchlief er alle weiteren Jugendmannschaften. 2018 gewann er mit der U-17 seiner Mannschaft die chilenische Meisterschaft der U-17-Junioren. Im selben Jahr wurde er erstmals in den Kader der ersten Mannschaft von Unión Española in der Primera División berufen. Sein Ligadebüt gab er am 26. August 2021 beim 1:1-Unentschieden gegen den CD O’Higgins. Zur Saison 2019 wurde er fester Bestandteil des Kaders der ersten Mannschaft und kam regelmäßig als Einwechselspieler zum Einsatz. Außerdem kam er in drei Spielen der Copa Sudamericana zum Einsatz. In der Saison 2021 entwickelte sich Yáñez zum festen Stammspieler seiner Mannschaft und stand regelmäßig in der Startformation. Am 28. Juli 2021 erzielte er beim 3:1-Sieg gegen den CD Huachipato sein erstes Tor für den Verein. Insgesamt kam er in der Saison 2021 in 24 Ligaspielen zum Einsatz, in denen er zwei Tore erzielte. Auch in der Folgesaison blieb er mit zwei Toren in 28 Einsätzen fester Stammspieler für und entwickelte sich zu einem der Führungsspieler seines Vereins. Außerdem wurde er in die Top-Elf der U-23 Spieler Lateinamerikas des Jahres 2022 gewählt.
Nach Ablauf seines Vertrages bei Unión Española wechselte Yáñez nach Argentinien zum CD Godoy Cruz.

### In der Nationalmannschaft
Als Jugendspieler wurde Yáñez von den Nachwuchsnationalmannschaften Chiles weitestgehend nicht berücksichtigt. Er nahm zwar an Trainingslagern unter anderem der U-20-Nationalmannschaft teil, kam jedoch in keinem Spiel zum Einsatz. Im September 2021 wurde er von Nationaltrainer Martín Lasarte für die anstehenden Länderspiele erstmals in den Kader der chilenischen Fußballnationalmannschaft berufen, verpasste diese jedoch verletzungsbedingt. Im Dezember 2021 wurde er erneut nominiert, diesmal für zwei anstehende Freundschaftsspiele. Sein Debüt gab er am 9. Dezember 2021 beim 2:2-Unentschieden gegen Mexiko, bei dem er in der 65. Spielminute für Clemente Montes eingewechselt wurde. Beim 1:0-Sieg gegen El Salvador drei Tage später stand Yáñez sogar in der Startformation. Darüber hinaus debütierte er im September 2022 in der U-23 seines Landes.